# Pátrasis
Pátrasis (en ruso: Патрей, en griego antiguo: Πάτρασυς), según Hecateo de Mileto apud Esteban de Bizancio), Patrous (en griego antiguo: Πάτους, según el Periplo de Pseudo-Escílax) o Patreo en griego antiguo: Πατραεύς según Estrabón, fue una colonia griega del Bósforo Cimerio relacionada con las colonias de Mileto de la zona, y fundada en torno al 550 a. C. Estaba  situada al norte de la actual bahía de Tamán, al otro lado de la bahía (Krai de Krasnodar). El yacimiento fue excavado por primera vez en 1853. Tras una primera excavación arqueológica en 1928, se han llevado a cabo excavaciones sistemáticas en muchos años desde 1948. En varias ocasiones entre 1926 y 1989 se ha realizado excavaciones arqueológicas, mientras que las excavaciones subacuáticas empezaron en 1991 y todavía no han concluido.
Antes de la llegada de los milesios, existía un asentamiento agrario de finales de la Edad del Bronce de la cultura Sabatinovka-Rotbav-Noua. Alrededor del año 438 a. C., la ciudad se unió a la Liga de Delos; unas décadas más tarde fue conquistada por el reino del Bósforo bajo su rey Sátiro I. 
Pátrasis fue una colonia fundada por jonios en el del siglo VI a. C., y vivió un crecimiento importante hasta convertirse en una ciudad de relativa importancia. Gozó de prosperidad entre los siglos IV y II. La ciudad, de al menos 50 hectáreas en su mayor extensión, constaba entonces de una pequeña ciudad alta rodeada por un foso y una ciudad baja más grande que ahora está bajo el agua. La llanura circundante estaba dividida en parcelas agrícolas de 2,7 a 15 hectáreas.
En el siglo I a. C. fue destruida por un incendio, y la población disminuyó, pero en el siglo siguiente se construyó un sistema de fortificación y la ciudad se recuperó. Fue destruida durante las invasiones bárbaras el siglo XIII, pero el abandono definitivo se produjo durante la llegada de los hunos entre el 360 y el 370.
Según Estrabón, cerca de la ciudad había un monumento construido en honor de Sátiro I, rey del Bósforo. Desde Pátrasis había ciento treinta estadios  hasta la aldea de Corocondame,
que forma el extremo del Bósforo Cimerio.
Antes de la llegada de los milesios, existía un asentamiento agrario de finales de la Edad del Bronce de la cultura Sabatinovka-Rotbav-Noua. Alrededor del año 438 a. C., la ciudad se unió a la Liga de Delos; unas décadas más tarde fue conquistada por el reino del Bósforo bajo su rey Sátiro I. Entre los siglos IV y II a. C., Patraeus alcanzó su mayor prosperidad. La ciudad, de al menos 50 hectáreas en su mayor extensión, constaba entonces de una pequeña ciudad alta, rodeada por un foso, y una ciudad baja más grande, hoy sumergida. La llanura circundante estaba dividida en parcelas agrícolas de 2,7 a 15 hectáreas.
En el tercer cuarto del siglo I a. C. , bajo el rey del Bósforo Asandro, se construyó una fortaleza como parte de una línea defensiva de fortalezas a lo largo de la costa marítima. A mediados del siglo I d. C. d. C., la ciudad fue devastada y, unos cincuenta años más tarde, la fortaleza también fue destruida. Sin embargo, los datos arqueológicos muestran que la población volvió a crecer en los siglos II y III d. C., lo que da testimonio de un renovado florecimiento de la ciudad, basado en la producción de vino: de esta época datan varios lagares para prensar vino, así como un horno de cerámica, presumiblemente utilizado para fabricar tinajas de vino.
Entre los siglos siglo V y VII vivía una pequeña población en las ruinas de la fortaleza. En los dos siglos siguientes se produjo una cierta recuperación, luego un declive hacia el año 1000 y un nuevo resurgimiento hacia el 1200, cuando se desarrolló un asentamiento rural bastante grande que persistió hasta el siglo siglo XVIII.
Entre los hallazgos que las excavaciones han desenterrado, se encuentran numerosas monedas, joyas, inscripciones, cerámica y herramientas. Un hallazgo interesante es una carta en forma de placa de plomo inscrita, encontrada en 2012 en la sumergida ciudad baja. La carta trata del cobro de tres deudas, y data de la segunda mitad del siglo V a. C.